# Lyshorntunnel
Der Lyshorntunnel ist ein zweiröhriger Autobahntunnel bei Bergen in Norwegen. Er ist der längste Tunnel des neuen Autobahnabschnitts Svegatjørn–Rådal, der neben dem Lyshorntunnel noch aus dem 2200 m langen Råtunnel und dem 1500 m langen Skogafjellstunnel besteht. Der neue Tunnel ersetzt die alte, stauanfällige Straße und verkürzt die Fahrtzeit zwischen Bergen und Os um 17 Minuten.
Den Zuschlag für den Bau des Tunnels erhielt das norwegische Unternehmen Veidekke. Der Lyshorntunnel durchquert viele verschiedene Gesteinsschichten, was den Fortschritt der Arbeiten behinderte. Der abgebaute Stein wurde je nach Qualität direkt zum Straßenbau verwendet. Die Röhren wurden mit vorgefertigten Wandelementen verkleidet. Zusätzlich wurden 36 Querschläge zwischen den Röhren als Fluchtwege gebaut und ein 1,7 km langer Entwässerungsstollen gesprengt. 2020 verklagte Veidekke die norwegische Straßenverwaltung, da diese im Bauvertrag zu wenig Bauzeit einkalkuliert habe. Das Unternehmen verlor den Prozess vor dem Bezirksgericht Bergen.